# Чигирин (Одесская область)
Чигирин (укр. Чигирин) — село, относится к Березовскому району Одесской области Украины.
Население по переписи 2001 года составляло 224 человека. Почтовый индекс — 67322. Телефонный код — 4856. Занимает площадь 1,902 км². Код КОАТУУ — 5121285805.

## Местный совет
67331, Одесская обл., Березовский р-н, с. Шевченково, ул. Маркевича, 1